# Xã Macon, Michigan
Xã Macon (tiếng Anh: Macon Township) là một xã thuộc quận Lenawee, tiểu bang Michigan, Hoa Kỳ. Năm 2010, dân số của xã này là 1.486 người.